# Ignoranța
Ignoranța este un roman scris de Milan Kundera, publicat în 2000.
Romanul, scris în limba franceză, este centrat pe povestea lui Josef și a Irenei care emigraseră din Cehoslovacia, imediat după invazia armatei roșii, în 1968, ce a zdrobit Primăvara de la Praga. Aceștia se întorc acasă, în Cehia, după căderea comunismului, în 1989, ca urmare a Revoluției de catifea. Autorul prezintă ce mai regăsesc ei din ceea ce au lăsat în urmă și modul în care încearcă să se reintegreze.